# Dale Gardner
Dale Allan Gardner (8. listopadu 1948 Fairmont, Minnesota – 19. února 2014 Colorado Springs, Colorado) byl americký letec a astronaut z letů raketoplány.

## Život

### Mládí a výcvik
Po základní a střední škole vystudoval University of Illinois at Urbana-Champaign a získal zde v roce 1970 titul inženýra fyziky. Vstoupil do armády a stal se námořním leteckým důstojníkem zkušební eskadry v Point Mugu v Kalifornii.
V době přijetí do týmu astronautů NASA byl svobodný a bezdětný.

### Lety do vesmíru
Poprvé letěl raketoplánem koncem léta roku 1983, když mu bylo 35 let. Šestidenního letu STS-8 se zúčastnila tato pětičlenná posádka: velitel Richard Truly, dále pak Daniel Brandenstein, Guion Bluford, Dale Gardner a William Thornton. Na naléhání armády raketoplán startoval z Kennedyho vesmírného střediska na mysu Canaveral a přistával na základně Edwards v noci kvůli plánovaným vojenským expedicím. V noci také vypustili indickou telekomunikační družici Instat 1B.
O rok později v roce 1984 letěl na raketoplánu Discovery. Jejím velitelem byl Frederick Hauck a místo v pilotním křesle zaujal nováček David Walker. Jako letoví specialisté figurovali Joseph Allen a Dale Gardner. Ovládání „kanadské ruky“ měla na starosti Anna Fisherová. Hned poté, co se dostali na oběžnou dráhu, vypustili kanadskou družici Anik D2 a druhý den vojenskou družici Leasat 1. Pak se jim podařilo odchytit z oběžných drah družice Westar 6 a Palapa B2 a vrátit se s nimi na Zemi po 7 letových dnech na Kennedyho vesmírné středisko. Díky splněným úkolům byla mise pro NASA výdělečným podnikem.
- STS-8 Challenger (30. srpna 1983 – 5. září 1983)
- STS-51-A Discovery (8. listopadu 1984 – 16. listopadu 1984)

Během svých dvou letů strávil ve vesmíru 14 dní. Je zapsán jako 126. člověk ve vesmíru.

### Po letech
V roce 1993 byl zaměstnán u firmy TRW, Inc., Colorado Springs.